# 梅尔迈瑟尔
梅尔迈瑟尔是德国巴伐利亚州的一个市镇。总面积13.23平方公里，总人口1346人，其中男性673人，女性673人（2011年12月31日），人口密度102人/平方公里。